# Melanagromyza fijiana
Melanagromyza fijiana este o specie de muște din genul Melanagromyza, familia Agromyzidae, descrisă de Mitsuhiro Sasakawa în anul 1963.
Este endemică în Fiji. Conform Catalogue of Life specia Melanagromyza fijiana nu are subspecii cunoscute.